# Translation (Kirchenrecht)
Die Translatio im katholischen Kirchenrecht ist der Verlust eines Kirchenamtes bei darauffolgender Übertragung eines neuen Kirchenamtes – also die Versetzung eines Geistlichen auf ein anderes kirchliches Amt.
Die Versetzung erfolgt in zwei Vorgängen: Der Aufgabe bzw. dem Entzug des bestehenden Amtes folgt die Verleihung des neuen Amtes. Wirksam wird die Versetzung mit der Inbesitznahme des neuen Amtes. Eine Versetzung kann auch gegen den Willen des Amtsinhabers erfolgen, bedarf dafür aber eines schwerwiegenden Grundes. 